# Parallelia erectatella
Parallelia erectatella là một loài bướm đêm trong họ Erebidae.